# Фабрика 1 Мая (платформа)
Фабрика 1 Мая — остановочный пункт тупиковой линии Болшево — Фрязино Ярославского направления Московской железной дороги. Расположена в микрорайоне Первомайском города Королёва Московской области.
Не оборудована турникетами. Имеются терминалы для валидации билетов.
Время движения от Ярославского вокзала около 50 минут, от станции Фрязино — около 28 минут.

## История
Около 1910 года узкоколейная железная дорога связала пост Болшево и Болшевскую фабрику Товарищества Ф. Рабенек с бумагопрядильной фабрикой того же товарищества  в посёлке Старые Горки (ныне – Первомайский). Узкоколейка была разобрана в 1920-е годы
Следующий этап развития железнодорожного сообщения в крае относится уже к послереволюционному периоду. В 1921 году национализированная в 1919 году бумагопрядильная и ткацкая фабрика Ф. Рабенек в Старых Горках была переоборудована в электростанцию мощностью в 2350 кВт. Электростанция работала на торфе. Она проработала до конца 1924 года, а 1 мая 1925 года фабрика вновь была переоборудована на бумагопрядение. 
21 мая 1928 года при фабрике был образован посёлок "Сталинский". В него вошли село Лапино, деревни Комаровка и Баскаки,  Новые Горки, и 10 января 1929 года - Старые Горки. Остановочный пункт был построен и открыт в 1951 году вблизи рабочего посёлка Сталинский. В 1961 году фабрика была переименована в память знаменательного дня пуска фабрики в "Им. 1 Мая", сохранив от старого названия "им." (имени), а посёлок был переименован в "Первомайский".  

## Транспорт
Общественный транспорт напрямую к платформе не подходит, ближайшая остановка — «Больница» (400 м). 
На этой остановке останавливаются:
Автобусы
- 31: Лесные Поляны — ст. Болшево — ст. Подлипки [2] (также короткие рейсы до станции Болшево)

Микроавтобусы
- 44: ул. Силикатная — ст. Болшево — Лесные Поляны — ст. Пушкино
- 551к: Лесные Поляны (мкр. Полянка) — Лесная школа — Москва ( ВДНХ)